# 海野紀恵
海野 紀恵（うんの きえ、1984年11月8日 - ）は、日本のフリーアナウンサー、浄土真宗本願寺派　僧侶。長野県千曲市出身。実家は浄土真宗本願寺派の寺院。上田西高等学校を経て京都女子大学卒業。

## 来歴
2007年4月 愛媛朝日テレビ（eat）に入社。
2011年3月をもってeatを退社。同年4月より山梨放送に移籍して局アナ活動を再開する。
2022年3月31日付で山梨放送を退職。

## 人物・エピソード
- 愛媛朝日テレビは愛媛県最後発・小規模局であることから、アナウンスの仕事だけではなく、報道記者としても活動した。また入社後から、入れ替わりに退社した浦本可奈子の後任“デジタルマドンナ”となり、アナログテレビジョン放送終了の啓発活動を続けていた。
- 山梨放送退職後は高校卒業以来19年ぶりに地元長野県に戻りフリーアナウンサーとしての活動と並行して、自身が浄土真宗の僧侶でもあることから寺院関係の活動にも力を入れている[2]。

## 受賞歴
- 2016年度、第42回アノンシスト賞・優秀賞（CM部門）
- 2018年、第45回NNSアナウンス大賞・優秀賞（ラジオ部門）

## 出演番組

### フリー転身後
- MiXxxxx+（SBCラジオ 月曜日担当、2022年4月4日 - ）
  - 月曜日担当 2022年4月4日 -
  - 木・金曜日担当 2022年10月5日 -
- Nana Christineのおかまいなし!（SBCラジオ、2023年4月4日 - ）
  - 2023年度は毎週火曜日夜19:00 - 19:30だったが、2024年度以降は60分枠に拡大し、毎週火曜日夜19:00 - 20:00になった。
- おとなりさん（文化放送、2023年1月6日）[注 1]

### 山梨放送時代
テレビ
- 週末仕掛人ヤマナシプロデュース（ナレーション2011年4月から）
- 山梨スピリッツ（YBSスポーツ＆ニュース）
- 富士山麓日記（ナレーター）
- YBSワイドニュース(-2015年3月)
- ててて！TV GOLD(MC)
- 山梨調べラーズてててTV！（ナレーター）
- YBSニュース

ラジオ
- プチ鹿島のラジオ19XX（2021年12月4日 - ）[注 2]
- ラララ♪モーニング
  - 水曜日担当（2015年度、2020年度）
  - 木曜日担当（2016年 - 2018年度）
  - 月曜日担当（2021年度）
- はみだし しゃべくりラジオ キックス
  - 水曜日担当（いしいそうたろうと、2016年度 - 2019年度）
  - 火曜日担当（プチ鹿島と、2019年度 - 2021年度）
- ippuku
- ラジオ名作ライブラリー ことの葉
- Kitaguchi Music Labo Middle
- 海野・深田のラジオDEEP SEA（2020年10月 - 2021年3月）
- 765morning（木・金曜日担当）
- edge（担当MC）
- YBSラジオニュース（定時ニュース YBS入社直前の2011年3月から担当）

### 愛媛朝日テレビ時代
アナウンサーとしての出演
- アナろぐ!
- eatニュース

報道記者としての出演
- eatニュースBOX、eatニュースBOX WIDE

地デジ大使としての出演
- 愛媛地上デジタル放送推進協議会CM（随時更新）
- ココロンTVヒメロン編集部

## デジタルマドンナメンバー
海野入社後に限る。
1と2　NHK松山放送局
鈴木奈穂子（現在東京地区大使）→髙島裕子（2010年3月で退局、フリーに）→塚原愛
4　南海放送
橋口裕子（2008年3月で退社）→中塚眞喜子→宮嶋那帆（2010年入社）
6　あいテレビ
森礼見（2009年3月で退社）→浜田友里子
8　テレビ愛媛
高山景子（退社前に退任）→久保田夏菜